# Gallowayia picta
Gallowayia picta är en stekelart som beskrevs av Boucek 1988. Gallowayia picta ingår i släktet Gallowayia och familjen finglanssteklar. Inga underarter finns listade i Catalogue of Life.